# 처음처럼 (술)
처음처럼은 2006년 2월 7일 옛 두산주류BG에서 처음 출시하여 현재로도 롯데칠성음료에서 생산하는 소주 제품의 브랜드이다. 이 소주의 이름은 신영복의 수필집 《처음처럼》에서 따왔다.

## 특징
처음처럼은 또한, 19도로 맞춰 다소 낮은 도수로 제조하고 있다. 처음처럼의 라벨에는 '처음처럼' 글자 위아래로 까치와 새싹이 그려져 있는데, 이것은 제품명 그대로의 의지를 담은 상징이다.

## 공정
우선 청정수를 채취한 후, 자체적으로 개발한 이온교환막을 통해 산성수와 알칼리수를 분리한다. 이때 양극측에서 생성된 산성수는 버리고, 음극측에서 생성된 알칼리수를 다시 여과하고, 정제한다. 이 모든 과정을 '알칼리환원공정'이라 부른다. 이 '알칼리환원공정' 때 알칼리수는 미네랄이 분리되어 육각수가 되고, 물이 분리되어 활성 수소가 나온다. 이러한 공정을 거친 알칼리수를 제품에 포장한 후 판매한다.

## 브랜드명
브랜드명은 크로스포인트의 대표 손혜원이 만든 것으로, 손혜원은 "처음처럼"이라는 성공회대학교 신영복 교수의 글귀가 아주 마음에 들어 브랜드명으로 사용하고 싶어하였고, 그린소주의 리뉴얼을 준비하고 있던 생산자인 두산에 "처음처럼"을 새로운 브랜드명으로 사용할 것을 권유하였다. 두산은 "처음처럼 목넘김이 좋다"라는 의미로 해석하여 "처음처럼"을 그린소주의 새로운 브랜드명으로 결정하였다. 손혜원은 가장 대중적인 제품인 소주에 신영복의 글귀가 쓰여 신영복이 오해를 받지 않을까 걱정하였으나, 신영복은 "처음처럼"을 돈을 받고 팔 수 없다고 하면서 어떠한 사례도 거절하였다. 이에 두산소주는 신영복이 재직하고 있던 성공회대학교에 장학금을 기부하였다.

## 처음처럼 COOL
"처음처럼 COOL"은 롯데주류에서 새롭게 만든 소주로, 도수는 16.8도이다.

## 처음처럼 순하리
"처음처럼 순하리"는 2015년 3월 20일에 출시된 제품으로, 순하리는 저도수 트렌드에 맞추어 12도의 낮은 도수로 제조하고 있다. 처음처럼 순하리는 소주 베이스에 유자과즙과 유자향이 첨가된 칵테일 소주이다. 2015년 7월 21일 복숭아 맛 상품을 시리즈에 추가하였고 이어 라임맛, 사과맛 등의 제품등을 출시했다.

## 처음처럼 새로
"처음처럼 새로"는 2022년 9월에 출시된 제품인데 기존의 소주 제품과는 달리 과당을 사용하지 않은 ‘제로 슈거(Zero Sugar)’소주다.

## 역대 광고 모델
- 이효리
- 신민아
- 수지
- 염따
- 제니
- 한소희
- 김지원

## 같이 보기
- 좋은데이